# Brendan Gleeson
Brendan Gleeson, född 29 mars 1955 i Dublin, är en irländsk skådespelare. Han är far till skådespelaren Domhnall Gleeson.

## Filmografi i urval
- 1995 – Braveheart
- 1999 – Lake Placid
- 2000 – Mission: Impossible 2
- 2000 – Harrison's Flowers
- 2001 – Skräddaren i Panama
- 2001 – A.I. - Artificiell Intelligens
- 2002 – 28 dagar senare
- 2002 – Gangs of New York
- 2004 – Troja
- 2004 – The Village
- 2005 – Kingdom of Heaven
- 2005 – Harry Potter och den flammande bägaren
- 2007 – Harry Potter och Fenixorden
- 2007 – Beowulf
- 2008 – In Bruges
- 2009 – Perrier's Bounty
- 2010 – Harry Potter och dödsrelikerna – Del 1
- 2011 – Albert Nobbs
- 2013 – Smurfarna 2
- 2014 – Edge of Tomorrow
- 2014 – Calvary
- 2014 – Stonehearst Asylum
- 2015 – In the Heart of the Sea
- 2015 – Suffragette
- 2016 – Trespass Against Us
- 2016 – Assassin's Creed
- 2017 – Hemma i Hampstead
- 2022 – The Banshees of Inisherin